# Premio Nobel per la pace
Il premio Nobel per la pace (Nobel Peace Prize) è un'onorificenza di valore mondiale attribuita annualmente alle persone che si sono distinte per l'impegno in favore della pace mondiale, apportando un importante contributo a quest'ultima. È stato istituito dal testamento di Alfred Nobel del 1895 ed è stato assegnato per la prima volta nel 1901, come gli altri premi istituiti da Nobel stesso.
A differenza degli altri premi Nobel, quello per la pace viene assegnato in Norvegia, e non in Svezia: la cerimonia di consegna del Nobel per la pace si tiene infatti a Oslo, questo perché all'epoca dell'istituzione dei premi Nobel la Norvegia era ancora unita alla Svezia. Il vincitore del premio viene scelto dal Comitato per il Nobel norvegese, composto da cinque persone scelte dal Parlamento norvegese. L'annuncio della decisione viene effettuato a metà ottobre e la consegna del premio avviene presso il municipio di Oslo. È anche l'unico premio Nobel che può essere assegnato non solo a singole persone, ma anche a intere organizzazioni.
L'assegnazione del premio non si è svolta in 19 occasioni: durante la prima guerra mondiale (1914, 1915, 1916, 1918), nel primo dopoguerra (1923, 1924, 1928 e 1932), durante la seconda guerra mondiale (1939, 1940, 1941, 1942 e 1943) e negli anni della guerra fredda (1948, 1955, 1956) e della guerra del Vietnam (1966, 1967, 1972). Nel 1917 e nel 1944 venne assegnato alla Croce Rossa internazionale. Inizialmente occidentale, l'origine dei candidati si estese gradualmente a tutto il mondo. Il Premio Nobel per la Pace ha oggi una straordinaria importanza politica, alcuni premi hanno valore di disconoscimento di governi autoritari come quello di Aung San Suu Kyi nel 1991 nei confronti della giunta birmana o quello di Liu Xiaobo in 2010 per quanto riguarda il governo cinese.
Certe nomine ebbero una particolare risonanza come quella di Theodore Roosevelt nel 1906 che fu fortemente contestata perché Roosevelt era "militarista". Degne di nota anche quella del giornalista antinazista tedesco Carl von Ossietzky nel 1935 e quella del 14º Dalai Lama, Tenzin Gyatso, nel 1989. Nel complesso, il Premio Nobel viene assegnato soprattutto a personaggi storici dell'azione umanitaria, della lotta all'oppressione politica o della difesa dei diritti egualitari come Albert Schweitzer, Martin Luther King e Madre Teresa di Calcutta.

## Procedura di assegnazione
Il premio Nobel per la pace viene assegnato con una procedura diversa rispetto agli altri premi Nobel. Nel suo testamento, Alfred Nobel stabilì che, mentre i premi per la scienza e per la letteratura dovevano essere decisi da istituzioni svedesi (l'Accademia reale svedese delle scienze per i Nobel della chimica e della fisica, l'Istituto Karolinska per la medicina, l'Accademia svedese per la letteratura), quello per la pace avrebbe dovuto essere deciso da un Comitato nominato dal Parlamento norvegese, visto che la Norvegia, nel 1901, era ancora parte del Regno di Svezia e Norvegia.
Ogni anno, il Comitato invia richieste di suggerimenti di candidati a:
- componenti passati e presenti e consiglieri nominati dall'Istituto norvegese dei Nobel;
- membri delle assemblee nazionali e dei governi di diversi paesi e ai membri dell'Unione interparlamentare;
- componenti della Corte internazionale di giustizia dell'Aja e della Corte di arbitrato;
- membri della Commissione dell'ufficio permanente internazionale di pace;
- membri di Istituti di diritto internazionale;
- professori universitari di diritto, scienze politiche, storia e filosofia;
- personaggi insigniti del Nobel per la pace;
- direttori di Istituti di studi militari o di organizzazioni che lavorano per la pace.[4]

Entro il primo febbraio, devono arrivare le segnalazioni, che vengono esaminate con l'aiuto di alcuni esperti. Dopo una prima selezione, si passa al voto finale.

## Critiche e controversie

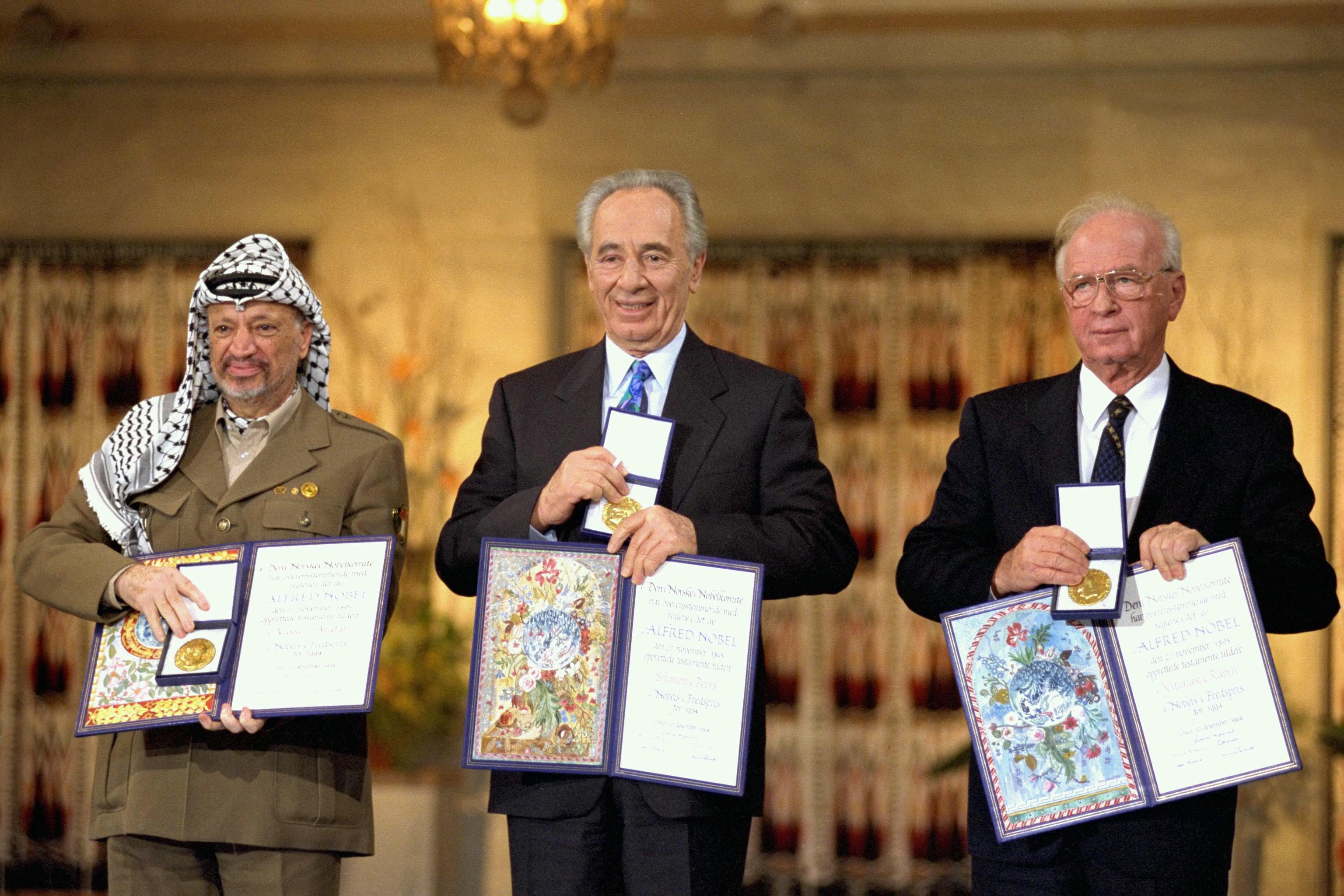
Yasser Arafat, Shimon Peres e Yitzhak Rabin presentano il loro Premio Nobel per la Pace 1994, assegnato in seguito agli accordi di Oslo.

Il Premio Nobel per la Pace ha spesso contraddistinto una particolare azione senza che questa sia necessariamente sottoposta alla prova del tempo: quella di una persona o una struttura che ha risolto un conflitto internazionale e costruito un consenso pacifico. Sono stati infatti assegnati diversi premi senza tener conto del passato del vincitore o della sua politica e dei suoi atti intermedi spesso in contraddizione con la definizione del premio. Ciò ha ampiamente messo in discussione la credibilità o addirittura la legittimità della distinzione quando si trattava di personalità come Theodore Roosevelt, Anwar al-Sadat, Menachem Begin, Shimon Peres, Yitzhak Rabin, Yasser Arafat, Lê Đức Thọ, Henry Kissinger o Eisaku Satō: scelte tanto sofferte quanto controverse. Di conseguenza, nel 2005, il Comitato per il Nobel ha pubblicamente affermato che il premio sarà assegnato solo a persone, gruppi o organizzazioni che hanno impegnato la loro esistenza al servizio dei diritti umani, la promozione del Modello Liberale nonché la difesa dei modi di diplomazia. Alcuni destinatari sono stati criticati anche per alcune azioni che sembrano contrarie alle aspirazioni del Nobel: dal 2017 la stampa rimprovera in particolare Aung San Suu Kyi vincitrice del premio nel 1991, per la sua inerzia e la sua mancanza di condanna della pulizia etnica contro i Rohingya. Un altro esempio è quello del primo ministro dell'Etiopia Abiy Ahmed Ali, premiato nel 2019, che a partire dal 2020 è stato coinvolto nella guerra del Tigrè, nella quale sarebbe stato responsabile di crimini di guerra: per questo motivo è stata chiesta la revoca del premio.
Tuttavia, durante gli anni 2000, il premio è andato ad un ex presidente, un ex vicepresidente e un presidente in carica degli Stati Uniti (Jimmy Carter, Al Gore e Barack Obama dopo appena nove mesi di presidenza), nonostante questo paese abbia un forte impegno militare oltre i suoi confini.
L'altra critica importante rivolta ai giurati del Nobel riguarda la notevole omissione dalla sua lista di individui i cui contributi alla pace sono stati accolti all'unanimità. L'elenco dei grandi dimenticati comprende in particolare il Mahatma Gandhi, la cui omissione è stata fortemente criticata, anche nelle dichiarazioni di diversi membri del Comitato norvegese. Quest'ultimo ha ammesso di aver nominato il Mahatma Gandhi nel 1937, 1938, 1939, 1947 e, infine, pochi giorni prima del suo assassinio, nel gennaio 1948. In quell'anno, si era rifiutato di assegnare un premio, giudicando che "non c'era un candidato vivente idoneo". L'omissione di Gandhi fu pubblicamente e all'unanimità deplorata dai successivi membri del Comitato norvegese. Più tardi, quando il premio è stato assegnato a Tenzin Gyatso nel 1989, il presidente del comitato Egil Aarvik, ha detto che la decisione è stata "in parte un tributo alla memoria del Mahatma Gandhi".

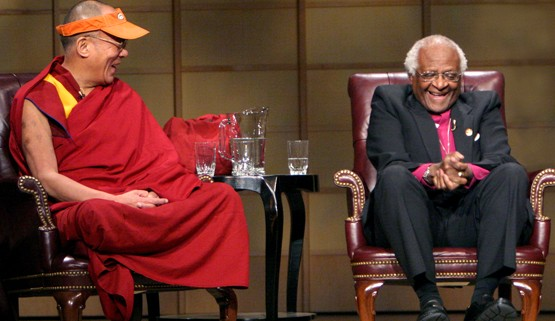
Il 14º Dalai Lama e Desmond Tutu nel 2004.

L'ultimo e importante rimprovero rivolto al Nobel riguarda l'efficacia e il valore reale di questa ricompensa quando è andata a personalità i cui sforzi diplomatici sono stati giudicati "vani" quanto "sterili" come l'ex presidente statunitense Jimmy Carter, l'ex segretario generale delle Nazioni Unite Kofi Annan o l'ex direttore dell'Agenzia internazionale per l'energia atomica Muhammad al-Barādeʿī.